# لوقون (تشاد)
لوغون هي محافظة فرعية تابعة لمنطقة شاري باقرمي في تشاد.وتقع عفي ضفاف نهر لوقون 